# Saadia Gaon
Ben Josef al Faium, ou ainda, Saadia Gaon (סעדיה גאון- o chefe; Faium, Egito, 892 d.C. – Sura 943 d.C.) foi um filósofo, tradutor, linguista, exegeta e poeta judeu, do período dos Gueonim. Em 928, tornou-se chefe (Gaon) da Escola de Sura, por iniciativa das autoridades judaicas superiores da Babilônia.
Ideologicamente contrário ao rigor e à tradição do caraísmo, defendeu uma interpretação da lei judaica segundo a forma humanizante dos talmudistas. Em virtude de suas reflexões sobre as relações entre a religião e a filosofia, passou a ser considerado o primeiro filósofo do Judaísmo. 

## Obras
- Livro das crenças e das opiniões (Kitab al-amanat wab-l'tikadad), traduzida para o hebraico por Yehudá ibn Tibon, sob o título Sefer ha-Emunoth Vedeot (1186);
- Dicionário (Agron),considerado o primeiro dicionário hebraico e uma tradução das Escrituras para o árabe.